# Otto Dimroth
Otto Dimroth (Bayreuth, 28 marzo 1872 – Aschaffenburg, 16 maggio 1940) è stato un chimico tedesco.
È noto principalmente per la reazione di chimica organica detta riarrangiamento di Dimroth e per un tipo di condensatore con una doppia spirale interna, il condensatore di Dimroth.

## Biografia
Dopo la scuola e l'università prese il dottorato nel 1895 con Johannes Thiele all'Università Ludwig Maximilian di Monaco con Ricerche con o- e p-nitrobenzilcloruro. In seguito nel periodo 1895-1897 lavorò come chimico presso la Bayer AG nello stabilimento di Elberfeld, e nel 1897 tornò all'Università di Monaco come assistente di Adolf von Baeyer.
Nel 1898 si trasferì in una posizione di post-dottorato presso Hans von Pechmann a Tubinga, ottenendo l'abilitazione nel 1900 con un lavoro sulla Introduzione diretta di mercurio in composti aromatici. Nel 1902 von Pechmann morì improvvisamente e nel 1904 Dimroth divenne professore a contratto a Tubinga.
Nel 1905 accettò la chiamata a una cattedra a Monaco di Baviera. Durante la sua permanenza a Monaco si sposò, e dalla moglie Aloysia ebbe quattro figli. Suo figlio Karl, nato nel 1910, diventò anch'egli un chimico.
Nel 1910 tentò invano di ottenere il posto di ordinario presso l'Istituto Chimico di Würzburg, lasciato libero da Julius Tafel per motivi di salute. Il posto fu invece attribuito al premio Nobel Eduard Buchner. Nel 1913 assunse la guida dell'Istituto Chimico in Greifswald come successore di Karl Friedrich von Auwers.
Nel 1918 fu nominato a Würzburg come successore di Eduard Buchner, caduto in guerra; rimase in questa carica fino al suo pensionamento nel 1937; al suo posto fu nominato Franz Gottwalt Fischer.

## Ricerche

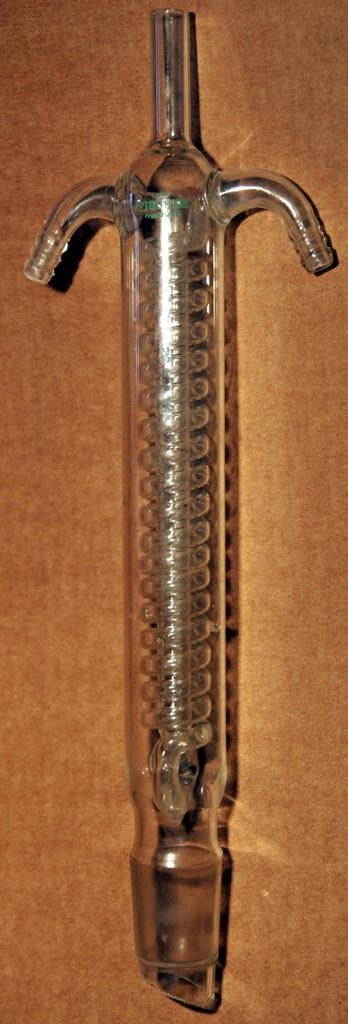
Condensatore di Dimroth

Dopo l'abilitazione si occupò di sintesi di composti eterociclici scoprendo la reazione conosciuta come riarrangiamento di Dimroth. Dal 1910 si interessò anche di sintesi e studio di coloranti naturali. In seguito sviluppò anche tematiche più vicine alla chimica fisica. Le sue esperienze sperimentali lo portarono a costruire il ben noto condensatore di Dimroth, caratterizzato da una doppia spirale interna ove scorre il liquido di raffreddamento, che entra ed esce attraverso la parte superiore del condensatore.